# Beauvoir-en-Lyons
 Beauvoir-en-Lyons  es una comuna y población de Francia, en la región de Alta Normandía, departamento de Sena Marítimo, en el distrito de Dieppe y cantón de Argueil.
Su población en el censo de 1999 era de 473 habitantes.
Está integrada en la Communauté de communes des Monts de l'Andelle.

## Demografía
| 669 | 561 | 539 | 464 | 463 | 473 |
| Para los censos de 1962 a 1999 la población legal corresponde a la población sin duplicidades (Fuente: INSEE [Consultar]) |     |     |     |     |     |